# Jean-Pierre Léaud

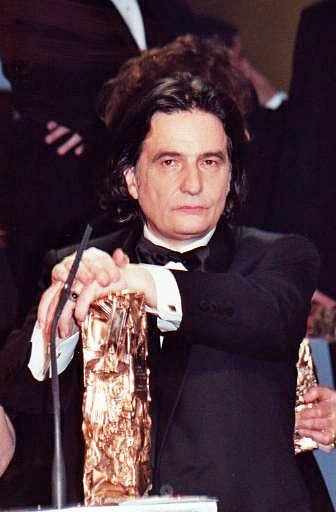
Jean-Pierre Léaud, 2000

Jean-Pierre Léaud (Parijs, 5 mei 1944) is een Franse acteur. Hij maakte zijn filmdebuut toen hij 15 jaar oud was als Antoine Doinel, een alter ego van de Franse filmregisseur François Truffaut, in Les Quatre Cents Coups.
Léaud speelde in nog vier andere films van Truffaut die het leven weergaven van Doinel, over een periode van 20 jaar. Dit deed hij samen met de Franse actrice Claude Jade die eerst zijn vriendin en later zijn vrouw genaamd Christine speelde. De vijf films vormen samen de Doinel-cyclus: Les Quatre Cents Coups (1959), Antoine et Colette (1962), Baisers volés (1968), Domicile conjugal (1970) en L'Amour en fuite (1979).
Léaud acteerde ook in andere films van invloedrijke regisseurs, zoals Jean-Luc Godard, Bernardo Bertolucci, Jean Eustache en meer recent Olivier Assayas.

## Filmografie
- 1958 - La Tour, prends garde ! van Georges Lampin
- 1959 - Les Quatre Cents Coups van François Truffaut  - Antoine Doinel
- 1960 - Boulevard van Julien Duvivier
- 1960 - Le Testament d'Orphée van  Jean Cocteau
- 1962 - Antoine et Colette van François Truffaut, onderdeel van L'Amour à vingt ans - Antoine Doinel
- 1963 - Le Père Noël a les yeux bleus van Jean Eustache
- 1964 - Mata-Hari van Jean-Louis Richard
- 1965 - Pierrot le fou van Jean-Luc Godard
- 1965 - L'Amour à la mer van Guy Gilles
- 1966 - Le Père Noël a les yeux bleus van Jean Eustache
- 1966 - Made in USA van Jean-Luc Godard
- 1966 - Masculin, féminin van Jean-Luc Godard
- 1966 - Alphaville van Jean-Luc Godard
- 1967 - Anticipation, ou l'Amour en l'an 2000 van Jean-Luc Godard, onderdeel van Le Plus Vieux Métier du monde
- 1967 - Week-end van Jean-Luc Godard : Saint-Just
- 1967 - La Chinoise van Jean-Luc Godard
- 1967 - Le Départ van Jerzy Skolimowski
- 1968 - Baisers volés van François Truffaut - Antoine Doinel
- 1968 - La Concentration van Philippe Garrel
- 1968 - The Twenty-Year-Olds van Jerzy Skolimowski, onderdeel van Dialóg 20-40-60
- 1969 - Paul van Diourka Medveczky
- 1969 - Porcile van Pier Paolo Pasolini
- 1969 - Le Gai Savoir van Jean-Luc Godard
- 1969 - Der Leone Have Sept Cabeças van Glauber Rocha
- 1970 - Domicile conjugal van François Truffaut - Antoine Doinel
- 1970 - Os Herdeiros van Carlos Diegues
- 1971 - Les Deux Anglaises et le Continent van François Truffaut
- 1971 - Out 1 van Jacques Rivette
- 1971 - Une aventure de Billy le Kid van Luc Moullet
- 1972 - Last Tango in Paris van Bernardo Bertolucci
- 1973 - La Maman et la Putain van Jean Eustache
- 1973 - La Nuit américaine van François Truffaut
- 1975 - Umarmungen und andere Sachen van Jochen Richter
- 1976 - Les Lolos de Lola van Bernard Dubois
- 1979 - L'Amour en fuite van François Truffaut - Antoine Doinel
- 1980 - Parano van Bernard Dubois
- 1981 - La Cassure van Ramón Muñoz
- 1981 - Aiutami a sognare van Pupi Avati
- 1982 - Personne ne m'aime van Liliane de Kermadec
- 1983 - Rebelote van Jacques Richard
- 1984 - Rue Fontaine van Philippe Garrel, onderdeel van Paris vu par... vingt ans après
- 1985 - Csak egy mozi van Pál Sándor
- 1985 - Treasure Island van Raoul Ruiz
- 1985 - Détective van Jean-Luc Godard
- 1986 - Corps et Biens van Benoît Jacquot
- 1986 - Boran - Zeit zum Zielen) van Daniel Zuta
- 1987 - Les Keufs van Josiane Balasko
- 1987 - Jane B. par Agnès V. van Agnès Varda
- 1987 - Ossegg oder Die Wahrheit über Hänsel und Gretel van Thees Klahn
- 1988 - 36 fillette van Catherine Breillat
- 1988 - La Couleur du vent van Pierre Granier-Deferre
- 1988 - Sei delitti per padre Brown van Vittorio De Sisti
- 1989 - Bunker Palace Hôtel van Enki Bilal
- 1989 - Femme de papier van Suzanne Schiffman
- 1990 - I Hired a Contract Killer van Aki Kaurismäki
- 1991 - C'est la vie van Daniel Cohn-Bendit en Peter Franz Steinbach
- 1991 - Paris s'éveille van Olivier Assayas
- 1992 - La Vie de bohème van Aki Kaurismäki
- 1993 - La Naissance de l'amour van Philippe Garrel
- 1994 - Personne ne m'aime van Marion Vernoux
- 1995 - Les Cent et Une Nuits de Simon Cinéma van Agnès Varda
- 1996 - Mon homme van Bertrand Blier
- 1996 - Irma Vep (film) van Olivier Assayas
- 1996 - Pour rire van Lucas Belvaux
- 1996 - Le Journal du séducteur van Danièle Dubroux
- 1998 - Elizabeth van Shekhar Kapur
- 2000 - L'Affaire Marcorelle van Serge Le Péron
- 2000 - Une affaire de goût van Bernard Rapp
- 2001 - Le Pornographe van Bertrand Bonello
- 2001 - Ni neibian jidian van Tsai Ming-liang
- 2001 - Léaud l'unique van Serge Le Péron (documentaire over hem)
- 2002 - La Guerre à Paris van Yolande Zauberman
- 2003 - The Dreamers van Bernardo Bertolucci
- 2004 - Folle Embellie van Dominique Cabrera
- 2005 - J'ai vu tuer Ben Barka van Serge Le Péron
- 2005 - Léaud de Hurle-dents, van Jacques Richard
- 2005 - Le Fantôme d'Henri Langlois van Jacques Richard
- 2009 - Visage van Tsai Ming-liang
- 2011 - Le Havre van Aki Kaurismäki
- 2016 - La Mort de Louis XIV van Albert Serra

- Biblioteca Nacional de España: XX1673561
- Bibliothèque nationale de France: cb138964382 (data)
- Gemeinsame Normdatei: 129623652
- International Standard Name Identifier: 0000 0001 1021 9215
- Library of Congress Control Number: no95024394
- Nationale Bibliotheek van Letland: 000244979
- Nationale Bibliotheek van Tsjechië: pna2007370767
- Nationale Bibliotheek van Israël: 987007455241505171
- Nationale Bibliotheek van Polen: a0000001806126
- Nederlandse Thesaurus van Auteursnamen: 121178447
- SNAC: w6sw0hx7
- Système universitaire de documentation: 051623676
- Virtual International Authority File: 17407951
- WorldCat: E39PBJbWrjD6RCFmTCVF3f7fv3